# 神之池站
神之池站（日语：／ Gounoike eki */?）是位於茨城縣鹿島郡神栖町（現時：神栖市），鹿島臨海鐵道鹿島臨港線的車站。現已廢除。

## 歷史
- 1970年（昭和45年）7月21日 : 車站啟用。
- 1976年（昭和51年）1月 : 由於沒有使用量，車站廢除。

## 車站周邊
車站東北方鄰近神之池。在東北方也鄰近鹿島臨海工業地帶西部地區，該處設有花王鹿島工場、DIC鹿島工場、JSP鹿島工場等。在神之池對面岸（西南方）設有神栖市政廳。
- 神之池綠地
- 神之池棒球場

## 相鄰車站
鹿島臨海鐵道
鹿島臨港線
神栖－神之池－知手

## 外部連結
- 營業當時的神之池站周邊航空相片（1975年2月13日拍攝）（日語） - 地圖、航空相片參閲服務（國土地理院）